# Carl Gustaf von Ehrenheim (godsägare)
Erik Carl Gustaf von Ehrenheim, född den 14 juni 1929 i Stockholm, död den 31 oktober 2023, var en svensk godsägare som tillhörde ätten von Ehrenheim.
von Ehrenheim var förvaltare av Grönsöö säteri 1954–1970, dess ägare 1971–1989, arbetande styrelseordförande i Grönsöö säteri aktiebolag från 1990 och verkställande ledamot av Grönsöö kulturhistoriska stiftelse från sistnämnda år. Han var styrelseordförande i Svenska kyrkans ekonomi aktiebolag 1975–1986, i Verbum förlag 1975–1986, i Berlings grafiska aktiebolag 1975–1986 och i Libraria konsthantverk 1975–1986. von Ehrenheim var ledamot av kyrkomötet 1982 och 1986–2001 (dess ordförande 1995–2001) samt innehade ett stort antal andra kyrkliga uppdrag, såväl nationellt som internationellt. Han blev hedersdoktor vid Gustavus Adolphus College i Minnesota 1984, tilldelades Rumänska Patriarkaliska Korset 1987, Stefansmedaljen 1996,  Kungl.Vitterhetsakademiens Gustaf Adolfs Medalj 2000, Kungliga patriotiska sällskapets Stora Guldmedalj 2001, HM Konungens medalj 12.st i serafimerordens band 2002 och Kungliga Patriotiska Sällskapets Kulturarvsmedalj i guld 2012.